# Kustbaldersbrå
Kustbaldersbrå (Tripleurospermum maritimum) är en växtart i familjen korgblommiga växter. 